# Luật Bình đẳng giới 2006
Luật Bình đẳng giới là luật mang số 73/2006/QH11 được Quốc hội nước Cộng hòa Xã hội Chủ nghĩa Việt Nam khoá XII thông qua vào ngày 29 tháng 11 năm 2006 và có hiệu lực thi hành từ ngày 1 tháng 7 năm 2007. Luật này quy định về bình đẳng giới ở Việt Nam.

## Quá trình xây dựng

### Cơ sở pháp lý
Về cơ sở pháp lý, Hiến pháp năm 1946 có quy định: "Tất cả quyền bính trong nước là của toàn thể nhân dân Việt nam không phân biệt nòi giống, gái trai, giàu nghèo, giai cấp, tôn giáo" và "Đàn bà ngang quyền với đàn ông về mọi phương diện" hay "Tất cả công dân Việt Nam từ 18 tuổi trở lên không phân biệt gái trai đều có quyền bầu cử…" Tiếp đến Điều 63 Hiến pháp năm 1992 quy định: "Công dân nữ và nam có quyền ngang nhau về mọi mặt chính trị, kinh tế, văn hoá, xã hội và gia đình. Nghiêm cấm mọi hành vi phân biệt đối xử với phụ nữ". Từ Điều 53 đến Điều 74 Hiến pháp năm 1992 quy định các quyền, nghĩa vụ công dân, trong đó, quy định quyền bình đẳng nam, nữ trên các lĩnh vực của đời sống xã hội và gia đình.

### Chủ trương
Về chủ trương của Đảng Cộng sản Việt Nam, nhìn chung đồng tình với vấn đề bình đẳng giới cụ thể là Nghị quyết Đại hội Đại biểu toàn quốc lần thứ IX của Đảng Cộng sản Việt Nam có nêu "Đối với phụ nữ, thực hiện tốt luật pháp và chính sách bình đẳng giới, bồi dưỡng, đào tạo nghề nghiệp, nâng cao học vấn; có cơ chế, chính sách để phụ nữ tham gia ngày càng nhiều vào các cơ quan lãnh đạo và quản lý ở các cấp, các ngành, chăm sóc và bảo vệ sức khỏe bà mẹ và trẻ em, tạo điều kiện để phụ nữ thực hiện tốt thiên chức người mẹ, xây dựng gia đình no ấm, bình đẳng, tiến bộ, hạnh phúc". Và sau đó là Nghị quyết Đại hội Đại biểu toàn quốc lần thứ X cũng nêu "Nâng cao trình độ mọi mặt và đời sống vật chất, tinh thần thực hiện bình đẳng giới. Tạo điều kiện để phụ nữ thực hiện tốt vai trò của người công dân, người lao động, người mẹ, người thầy đầu tiên của con người".
Dựa trên các cơ sở pháp lý cao nhất và chủ trương của Đảng Cộng sản Việt Nam về vấn đề bình đẳng giới, để thể chế hóa thêm một bước các quyền bình đẳng giới, Quốc hội Việt Nam đã xây dựng và thông qua Luật Bình đẳng giới.

## Bố cục
Luật bình đẳng giới gồm 6 Chương, 44 Điều, cụ thể là:
- Chương I. Những quy định chung: Gồm có 10 điều (từ Điều 1 đến Điều 10) quy định về phạm vi điều chỉnh, đối tượng áp dụng, việc áp dụng điều ước quốc tế về bình đẳng giới, mục tiêu bình đẳng giới, giải thích từ ngữ khó hiểu, các nguyên tắc cơ bản về bình đẳng giới, chính sách của Nhà nước cộng sản về bình đẳng giới, nội dung quản lý nhà nước về bình đẳng giới, cơ quan quản lý nhà nước về bình đẳng giới, các hành vi bị nghiêm cấm trong bình đẳng giới.
- Chương II. Bình đẳng giới trong các lĩnh vực của đời sống xã hội và gia đình: có 8 điều (từ Điều 11 đến Điều 18) quy định về bình đẳng giới trong lĩnh vực chính trị, kinh tế, lao động, giáo dục và đào tạo, khoa học và công nghệ, văn hóa, thông tin, thể dục, thể thao và bình đẳng giới trong gia đình.
- Chương III. Các biện pháp bảo đảm bình đẳng giới có 6 điều (từ Điều 19 đến Điều 24) quy định biện pháp thúc đẩy bình đẳng giới, bảo đảm các nguyên tắc cơ bản về bình đẳng giới trong việc hoàn thiện hệ thống pháp luật, lồng ghép vấn đề bình đẳng giới trong xây dựng văn bản quy phạm pháp luật, thẩm tra lồng ghép vấn đề bình đẳng giới, thông tin, giáo dục, truyền thông về giới và bình đẳng giới, nguồn tài chính để tài trợ cho hoạt động bình đẳng giới.
- Chương IV. Trách nhiệm của cơ quan, tổ chức, gia đình và cá nhân trong việc thực hiện và bảo đảm bình đẳng giới có 10 điều (từ Điều 25 đến Điều 34) quy định trách nhiệm của Chính phủ cộng sản, cơ quan quản lý nhà nước về bình đẳng giới, bộ, Ủy ban nhân dân các cấp, Mặt trận Tổ quốc, Hội liên hiệp phụ nữ Việt Nam...., trách nhiệm của gia đình và công dân trong việc thực hiện và bảo đảm bình đẳng giới.
- Chương V. Thanh tra, giám sát và xử lý vi phạm pháp luật về bình đẳng giới có 7 điều (từ Điều 35 đến Điều 42) quy định thanh tra việc thực hiện pháp luật về bình đẳng giới, giám sát việc thực hiện pháp luật về bình đẳng giới. khiếu nại và giải quyết khiếu nại hành vi vi phạm pháp luật về bình đẳng giới. tố cáo và giải quyết tố cáo hành vi vi phạm pháp luật về bình đẳng giới, nguyên tắc xử lý hành vi vi phạm pháp luật về bình đẳng giới. các hành vi vi phạm pháp luật về bình đẳng giới trong các lĩnh vực, các hành vi vi phạm pháp luật về bình đẳng giới trong gia đình và các hình thức xử lý vi phạm pháp luật về bình đẳng giới.
- Chương VI. Điều khoản thi hành có 2 điều (Điều 43 và Điều 44) quy định về hiệu lực thi hành của Luật bình đẳng giới và hướng dẫn thi hành Luật này.

## Một số nội dung cơ bản

### Về phạm vi điều chỉnh và đối tượng áp dụng
Về phạm vi điều chỉnh, Điều 1 của Luật bình đẳng giới quy định nguyên tắc bình đẳng giới trong các lĩnh vực của đời sống xã hội và gia đình, biện pháp bảo đảm bình đẳng giới, trách nhiệm của cơ quan, tổ chức, gia đình, cá nhân trong việc thực hiện bình đẳng giới.
Về đối tượng áp dụng, Điều 2 của Luật bình đẳng giới quy định đối tượng áp dụng của Luật là cơ quan nhà nước, tổ chức chính trị, tổ chức chính trị - xã hội, tổ chức chính trị xã hội - nghề nghiệp, tổ chức xã hội, tổ chức xã hội - nghề nghiệp, tổ chức kinh tế, đơn vị sự nghiệp, đơn vị vũ trang nhân dân, gia đình và công dân Việt Nam, cơ quan, tổ chức nước ngoài, tổ chức quốc tế hoạt động trên lãnh thổ Việt Nam, cá nhân nước ngoài cư trú tại Việt Nam.

### Các nguyên tắc cơ bản
Điều 4 của Luật bình đẳng giới quy định mục tiêu bình đẳng giới là: Xóa bỏ phân biệt đối xử về giới, tạo cơ hội như nhau cho nam và nữ trong phát triển kinh tế - xã hội và phát triển nguồn nhân lực, tiến tới bình đẳng giới thực chất giữa nam, nữ và thiết lập, củng cố quan hệ hợp tác, hỗ trợ giữa nam, nữ trong mọi lĩnh vực của đời sống xã hội và gia đình.
Điều 6 của Luật bình đẳng giới quy định các nguyên tắc cơ bản về bình đẳng giới, bao gồm: Nam, nữ bình đẳng trong các lĩnh vực của đời sống xã hội và gia đình, không bị phân biệt đối xử về giới, biện pháp thúc đẩy bình đẳng giới không bị coi là phân biệt đối xử về giới, chính sách bảo vệ và hỗ trợ người mẹ không bị coi là phân biệt đối xử về giới, bảo đảm lồng ghép vấn đề bình đẳng giới trong xây dựng và thực thi pháp luật, thực hiện bình đẳng giới là trách nhiệm của cơ quan, tổ chức, gia đình, cá nhân.

### Chính sách của Nhà nước
Chính sách của Nhà nước về bình đẳng giới, trong các quy định tại Điều 7, ngoài quy định thống nhất với pháp luật hiện hành như: «bảo đảm bình đẳng giới trong mọi lĩnh vực chính trị, kinh tế, văn hoá, xã hội và gia đình», đã quy định nhiều điểm mới như: 
- Hỗ trợ và tạo điều kiện cho nam, nữ phát huy khả năng, có cơ hội như nhau để tham gia vào quá trình phát triển và thụ hưởng thành quả của sự phát triển
- Bảo vệ, hỗ trợ người mẹ khi mang thai, sinh con và nuôi con nhỏ
- Tạo điều kiện để nam, nữ chia sẻ công việc gia đình
- Áp dụng những biện pháp thích hợp để xóa bỏ phong tục, tập quán lạc hậu cản trở thực hiện mục tiêu bình đẳng giới
- Khuyến khích cơ quan, tổ chức, gia đình, cá nhân tham gia các hoạt động thúc đẩy bình đẳng giới
- Hỗ trợ hoạt động bình đẳng giới tại vùng sâu, vùng xa, vùng dân tộc thiểu số và vùng có điều kiện kinh tế – xã hội đặc biệt khó khăn
- Hỗ trợ những điều kiện cần thiết để nâng chỉ số phát triển giới đối với các ngành, lĩnh vực và địa phương mà chỉ số phát triển giới thấp hơn mức trung bình của cả nước.[1]

### Các hành vi bị cấm
Các hành vi bị nghiêm cấm, Điều 10 của Luật bình đẳng giới quy định chung có bốn loại hành vi:
- Cản trở nam, nữ thực hiện bình đẳng giới
- Phân biệt đối xử về giới dưới mọi hình thức
- Bạo lực trên cơ sở giới
- Các hành vi khác bị nghiêm cấm theo quy định của pháp luật.

## Quyền bình đẳng trên một số phương diện

### Về chính trị
Khoản 1, 2, 3 Điều 11 của Luật bình đẳng giới quy định nam, nữ bình đẳng trong tham gia quản lý nhà nước, tham gia hoạt động xã hội, nam, nữ bình đẳng trong tham gia xây dựng và thực hiện hương ước, quy ước của cộng đồng hoặc quy định, quy chế của cơ quan, tổ chức, nam, nữ bình đẳng trong việc tự ứng cử và được giới thiệu ứng cử đại biểu Quốc hội, đại biểu Hội đồng nhân dân, tự ứng cử và được giới thiệu ứng cử vào cơ quan lãnh đạo của tổ chức chính trị, tổ chức chính trị - xã hội, tổ chức chính trị xã hội - nghề nghiệp, tổ chức xã hội, tổ chức xã hội - nghề nghiệp.
Khoản 4, 5 Điều 11 của Luật bình đẳng giới quy định một số điểm như Nam, nữ bình đẳng về tiêu chuẩn chuyên môn, độ tuổi khi được đề bạt, bổ nhiệm vào cùng vị trí quản lý, lãnh đạo của cơ quan, tổ chức, quy định về biện pháp thúc đẩy bình đẳng giới gồm: bảo đảm tỷ lệ thích đáng nữ đại biểu Quốc hội, đại biểu Hội đồng nhân dân phù hợp với mục tiêu quốc gia về bình đẳng giới, bảo đảm tỷ lệ nữ thích đáng trong bổ nhiệm các chức danh trong cơ quan nhà nước phù hợp với mục tiêu quốc gia về bình đẳng giới.

### Về kinh tế và lao động
Điều 12 của Luật bình đẳng giới quy định: Nam, nữ bình đẳng trong việc thành lập doanh nghiệp, tiến hành hoạt động sản xuất, kinh doanh, quản lý doanh nghiệp. Bên cạnh đó, còn quy định nam, nữ bình đẳng trong việc tiếp cận thông tin, nguồn vốn, thị trường và nguồn lao động, quy định về biện pháp thúc đẩy bình đẳng giới gồm: doanh nghiệp sử dụng nhiều lao động nữ được ưu đãi về thuế và tài chính theo quy định của luật, lao động nữ khu vực nông thôn được hỗ trợ tín dụng, khuyến nông, khuyến lâm, khuyến ngư theo quy định của pháp luật.
Điều 13 của Luật bình đẳng giới quy định và cụ thể hoá một số quy định của pháp luật hiện hành. Đó là: Nam, nữ bình đẳng về tiêu chuẩn, độ tuổi khi tuyển dụng, được đối xử bình đẳng tại nơi làm việc về việc làm, tiền công, tiền thưởng, bảo hiểm xã hội, điều kiện lao động và các điều kiện làm việc khác. Nam, nữ bình đẳng về tiêu chuẩn, độ tuổi khi được đề bạt, bổ nhiệm giữ các chức danh trong các ngành, nghề có tiêu chuẩn chức danh, quy định biện pháp thúc đẩy bình đẳng giới trong lĩnh vực lao động bao gồm: quy định tỷ lệ nam, nữ được tuyển dụng lao động, đào tạo, bồi dưỡng nâng cao năng lực cho lao động nữ, người sử dụng lao động tạo điều kiện vệ sinh an toàn lao động cho lao động nữ làm việc trong một số ngành, nghề nặng nhọc, nguy hiểm hoặc tiếp xúc với các chất độc hại.

### Giáo dục và đào tạo
Điều 14 của Luật bình đẳng giới quy định một số điểm mới: Nam, nữ bình đẳng về độ tuổi đi học, đào tạo, bồi dưỡng và nam, nữ bình đẳng trong việc tiếp cận và hưởng thụ các chính sách về giáo dục, đào tạo, bồi dưỡng chuyên môn, nghiệp vụ. Nữ cán bộ, công chức, viên chức khi tham gia đào tạo, bồi dưỡng mang theo con dưới ba mươi sáu tháng tuổi được hỗ trợ theo quy định của Chính phủ, quy định biện pháp thúc đẩy bình đẳng giới trong lĩnh vực giáo dục và đào tạo bao gồm: quy định tỷ lệ nam, nữ tham gia học tập, đào tạo, lao động nữ khu vực nông thôn được hỗ trợ dạy nghề theo quy định của pháp luật.

### Về y tế
Điều 17 của Luật bình đẳng giới quy định một số quyền như: Nam, nữ bình đẳng trong tham gia các hoạt động giáo dục, truyền thông về chăm sóc sức khỏe, sức khoẻ sinh sản và sử dụng các dịch vụ y tế; lựa chọn, quyết định sử dụng biện pháp tránh thai, biện pháp an toàn tình dục, phòng, chống lây nhiễm HIV/AIDS và các bệnh lây truyền qua đường tình dục. Đặc biệt, Luật quy định phụ nữ nghèo cư trú ở vùng sâu, vùng xa, là dân tộc thiểu số, trừ các đối tượng tham gia bảo hiểm xã hội bắt buộc, khi sinh con đúng chính sách dân số được hỗ trợ theo quy định của Chính phủ.

### Về gia đình
Ngoài các quy định thống nhất với pháp luật hiện hành như: vợ, chồng bình đẳng với nhau trong quan hệ dân sự và các quan hệ khác liên quan đến hôn nhân và gia đình, vợ, chồng có quyền, nghĩa vụ ngang nhau trong sở hữu tài sản chung, bình đẳng trong sử dụng nguồn thu nhập chung của vợ chồng.
Điều 18 của Luật bình đẳng giới quy định một số điểm mới như: vợ chồng có quyền, nghĩa vụ ngang nhau trong quyết định các nguồn lực trong gia đình, vợ, chồng bình đẳng với nhau trong việc bàn bạc, quyết định lựa chọn và sử dụng biện pháp kế hoạch hoá gia đình phù hợp, sử dụng thời gian nghỉ chăm sóc con ốm theo quy định của pháp luật; con trai, con gái được gia đình chăm sóc, giáo dục và tạo điều kiện như nhau để học tập, lao động, vui chơi, giải trí và phát triển, các thành viên nam, nữ trong gia đình có trách nhiệm chia sẻ công việc gia đình.

### Các lĩnh vực khác
Điều 15, 16 của Luật bình đẳng giới quy định rõ quyền bình đẳng nam, nữ trong việc tiếp cận, ứng dụng khoa học và công nghệ, các khoá đào tạo về khoa học và công nghệ, phổ biến kết quả nghiên cứu khoa học, công nghệ và phát minh, sáng chế, tham gia các hoạt động văn hoá, thông tin, thể dục, thể thao, hưởng thụ văn hoá, tiếp cận và sử dụng các nguồn thông tin.

## Sửa đổi cập nhật
Vào năm 2022, Bộ Lao động – Thương binh và Xã hội đã công bố về việc tiến hành sửa đổi, cập nhật lại Luật Bình đẳng giới 2006. Một số khuyến nghị cũng đã được đưa ra cập nhật bổ sung với việc mở rộng định nghĩa về bình đẳng giới, công nhận nhóm người thiểu số về giới và tính dục, đồng thời, bảo vệ những người thuộc cộng đồng LGBT.